# Dioly

Ethylenglykol, jednoduchý diol

Dioly nebo též glykoly jsou chemické sloučeniny obsahující dvě hydroxylové skupiny (-OH).

## Vicinální diol a geminální diol
Vicinální diol je diol se dvěma hydroxylovými skupinami ve vicinálních (sousedních) pozicích, tedy vázanými na přilehlé atomy. Mezi příklady patří 1,2-ethandiol čili ethylenglykol HO-(CH2)2-OH, běžná součást nemrznoucích kapalin, nebo propan-1,2-diol čili propylenglykol, HO-CH2-CH(OH)-CH3.
Geminální diol má dvě hydroxylové skupiny vázané na stejný atom. Mezi takové dioly patří methandiol H2C(OH)2 a 1,1,1,3,3,3-hexafluorpropan-2,2-diol (F3C)2C(OH)2, hydratovaná forma hexafluoracetonu.
Mezi dioly, kde jsou hydroxylové funkční skupiny od sebe více vzdáleny, patří butan-1,4-diol HO-(CH2)4-OH, bisfenol A nebo pentan-1,5-diol.